# Cereophagus
Cereophagus és un gènere monotípic d'arnes de la família Crambidae. Conté només una espècie, Cereophagus futilalis, que es troba a l'Argentina.